# Franz Amecke
Franz Amecke (* 25. August 1861 in Büderich bei Werl; † 18. Februar 1933 in Balve) war ein deutscher Pfarrer in Balve.

## Leben
Im Jahr 1887 wurde Franz Amecke zum Priester geweiht. Er war von 1908 bis 1933 als Pfarrer in Balve tätig, ab 1925 war er Dechant des Dekanates Menden.
Unter seiner Ägide wurden die Balver Pfarrkirche erweitert und das St. Marienhospital in Balve erbaut. Die Planung beider Bauten ging bereits auf seinen Vorgänger, den in Elspe geborenen Pfarrer Albert Schneider, zurück.
Franz Amecke wurde 1930 zum Balver Ehrenbürger ernannt. Er ist von außen unter die Kirche beigesetzt worden, da es seit dem Jahr 1800 verboten war, in der Kirche zu beerdigen.